# یوسی‌پی‌بی
یوسی‌پی‌بی (انگلیسی: United Coconut Planters Bank) شرکت خدمات مالی و بانکداری فیلیپینی است، که در سال ۱۹۶۳ تأسیس شد.